# Samuel West

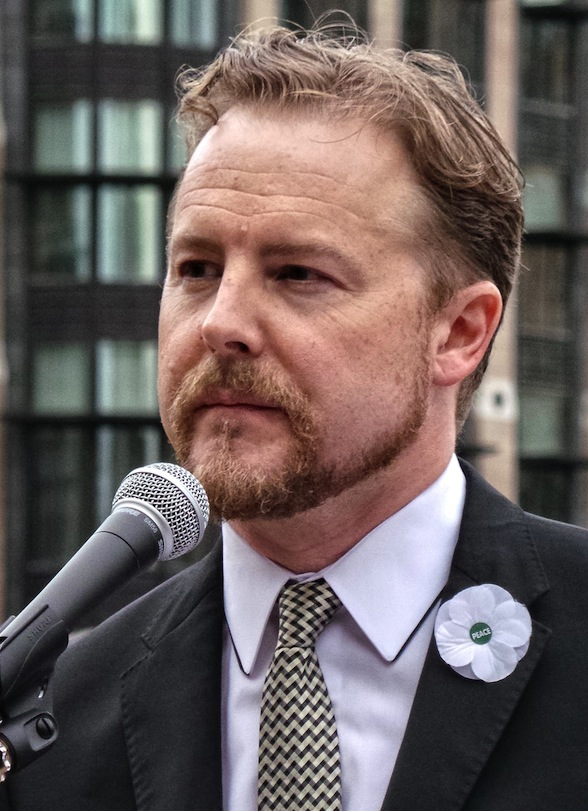
Samuel West (2014)

Samuel Alexander Joseph West (* 19. Juni 1966 in London) ist ein britischer Film- und Theaterschauspieler und Regisseur.

## Leben und Karriere
Samuel West, Sohn der Filmschauspieler Timothy West und Prunella Scales, hat einen Bruder, Joseph, sowie eine Halbschwester, Juliet. Er studierte zwischen 1985 und 1989 Englische Literatur an der University of Oxford und schloss sein Studium mit dem Bachelor of Arts ab.
Als Schauspieler ist West in Film, Fernsehen, am Theater und im Rundfunk tätig. Sein Bühnendebüt gab er 1989 in dem Theaterstück Les Parents terribles von Jean Cocteau. In seine Tätigkeit hat er in der Royal Shakespeare Company viele Haupt- und Titelrollen von Richard II. bis Hamlet übernommen. Im Jahr 2002 gab er zudem sein Debüt als Regisseur mit dem Stück Die Dame ist nicht fürs Feuer von Christopher Fry.
Seit 1975 steht West auch vor der Filmkamera. 1991 spielte er in dem Film Wiedersehen in Howards End neben Emma Thompson, Helena Bonham Carter und Anthony Hopkins, was ihm eine BAFTA-Nominierung einbrachte. 2004 war er in Van Helsing als Dr. Frankenstein und in Die Nibelungen als König Gunther zu sehen.
Als Fernsehdarsteller war er in bereits um die 50 Serien zu sehen, so in Inspector Barnaby, Waking the Dead – Im Auftrag der Toten und The Inspector Lynley Mysteries. Auch in vielen BBC-Produktionen wirkte er mit. So spielte er 2003 in der vierteiligen Dramaserie Cambridge Spies die Rolle des Doppelagenten Anthony Blunt und 2006 in Random Quest ebenfalls eine der Hauptrollen.
In den letzten Jahren hat sich West außerdem als Sprecher bei zahlreichen Dokumentationen einen Namen gemacht. Darunter zählen unter anderem The Nazis: A Warning From History, Anne Frank: The Life of a Young Girl und Auschwitz: The Nazis and the Final Solution. 2008 war er der ausführende Theaterregisseur am Londoner Almeida Theatre bei Harley Granville-Barkers Historiendrama Waste.
West, der auch ein bekennender Chorsänger ist, war mit seinem Chor bereits zweimal auf Tour in Palästina. Während seiner Zeit an der Universität war er Mitglied der Socialist Workers Party. Er war mehrere Jahre lang politisch aktiv und ein strenger Kritiker der Regierung Tony Blairs und dem britischen Einsatz im Irakkrieg.

## Auszeichnungen
(Quelle: )
- 1993: Nominiert für einen BAFTA Award als Bester Nebendarsteller für Wiedersehen in Howards End
- 1999: Nominiert für einen Genie als Bester Hauptdarsteller für Rupert's Land

## Filmografie (Auswahl)

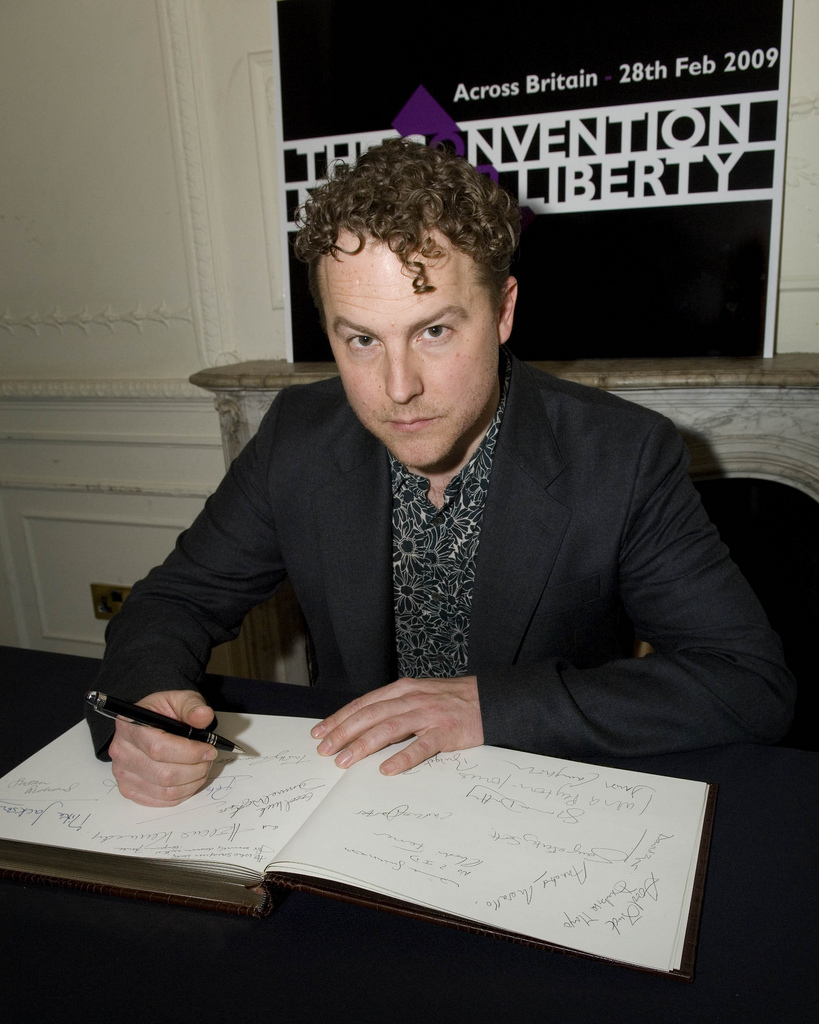
Samuel West (2010)

- 1975: Edward VII. (Edward the Seventh, Miniserie, Folge 1x06 The Invisible Queen)
- 1989: Der wiedergefundene Freund (Reunion)
- 1989: Die Chroniken von Narnia: Prinz Kaspian & Die Reise auf der Morgenröte (Prince Caspian/The Voyage of the Dawn Treader, Fernsehserie, 4 Folgen)
- 1991: Stanley and the Women (Miniserie, 4 Folgen)
- 1992: Wiedersehen in Howards End (Howards End)
- 1994: A Feast at Midnight
- 1994: Unter Beschuß (Open Fire, Fernsehfilm)
- 1995: Jane Austens Verführung (Persuasion, Fernsehfilm)
- 1995: Abschied von St. Petersburg (Zoya, Fernsehfilm)
- 1996: Jane Eyre
- 1997: Ripper – Der Schlitzer (The Ripper, Fernsehfilm)
- 1998: Rupert’s Land
- 1999: Hornblower – Froschfresser und Rotröcke (The Frogs and the Lobsters, Fernsehfilm)
- 1999: Notting Hill
- 2000: Longitude – Der Längengrad (Longitude, Miniserie)
- 2000: Bread and Roses
- 2000: Pandaemonium
- 2001: Iris
- 2002: Waking the Dead – Im Auftrag der Toten (Waking the Dead, Fernsehserie, 2 Folgen)
- 2002: 101 Dalmatiner Teil 2 – Auf kleinen Pfoten zum großen Star! (101 Dalmatians II: Patch’s London Adventure, Stimme)
- 2003: Cambridge Spies (Miniserie, 4 Folgen)
- 2004: Van Helsing
- 2004: Die Nibelungen (Dark Kingdom: The Dragon King, Fernsehfilm)
- 2005: Auschwitz (Auschwitz: The Nazis & the ‘Final Solution’, Miniserie, 6 Folgen)
- 2005: E=mc² – Einsteins große Idee (E=mc², Fernsehfilm)
- 2006: Inspector Lynley (The Inspector Lynley Mysteries, Fernsehserie, Folge 5x03)
- 2007: Inspector Barnaby (Midsomer Murders, Fernsehreihe, Folge 10x02 Das Tier in dir)
- 2008: Margaret Thatcher: The Long Walk to Finchley (Fernsehfilm)
- 2009: New Tricks – Die Krimispezialisten (New Tricks, Fernsehserie, Folge 6x03)
- 2009: Desperate Romantics (Miniserie, Folge 1x04)
- 2009: Albert Schweitzer – Ein Leben für Afrika (Albert Schweitzer)
- 2010: Dark Relic - Sir Gregory, der Kreuzritter (Dark Relic, Fernsehfilm)
- 2010: Agatha Christie’s Poirot (Fernsehserie, Folge 12x03 Mord im Orient-Express)
- 2010: Any Human Heart – Eines Menschen Herz (Any Human Heart, Miniserie, 4 Folgen)
- 2011: Law & Order: UK (Fernsehserie, Folge 5x05)
- 2012: Eternal Law (Fernsehserie, 6 Folgen)
- 2012: Hyde Park am Hudson (Hyde Park on Hudson)
- 2013–2016: Mr Selfridge (Fernsehserie, 36 Folgen)
- 2014: Fleming: Der Mann, der Bond wurde (Fleming: The Man Who Would Be Bond, Miniserie, 4 Folgen)
- 2014: The Riot Club
- 2015: Jonathan Strange & Mr Norrell (Miniserie, 7 Folgen)
- 2015: Suffragette – Taten statt Worte (Suffragette)
- 2015: The Frankenstein Chronicles (Fernsehserie, 4 Folgen)
- 2017: Die dunkelste Stunde (Darkest Hour)
- 2017: Am Strand (On Chesil Beach)
- 2018: Trust (Fernsehserie, Folge 1x10)
- 2018: Inspector Barnaby (Midsomer Murders, Fernsehserie, Folge 19x05 Stolz, Mord und Vorurteil)
- 2019: Grantchester (Fernsehserie, Folge 4x01)
- 2019: The Crown (Fernsehserie, Folge 3x01 Olding)
- 2019: The Gentlemen
- 2020: Death in Paradise (Fernsehserie, Folge 9x01)
- 2020: Westworld (Fernsehserie, Folge 3x05)
- 2020: Mangrove
- seit 2020: Der Doktor und das liebe Vieh (All Creatures Great and Small, Fernsehserie)
- 2022: Midwich Cuckoos - Das Dorf der Verdammten (The Midwich Cuckoos, Fernsehserie, 5 Folgen)
- 2022–2023: Slow Horses – Ein Fall für Jackson Lamb (Slow Horses, Fernsehserie, 8 Folgen)